# 馬蘇德·汗
馬蘇德·汗（1951年2月15日—），巴基斯坦外交官及政治人物，現任自由克什米爾總統，曾任巴基斯坦駐中華人民共和國大使以及常駐聯合國代表。

## 生平
馬蘇德出身於自由克什米爾一個普什圖族苏德汉 家庭，1980年加入巴基斯坦外交部。作為職業要求之一，他曾在北京語言學院學習中文。1984年至2002年期间，馬蘇德被先後派遣到中國大陸北京、荷蘭海牙、美國華盛頓特區以及紐約聯合國的巴基斯坦駐外機構中履行公務。

## 外部連結
- 馬蘇德·汗的X（前Twitter）